# Hans Kaspar Grob
Hans Kaspar Grob (* 15. März 1800 in Zürich; † 7. April 1865 in Stäfa) war ein Schweizer evangelischer Geistlicher.

## Leben
Hans Kaspar Grob war der Sohn von Johann Jakob Grob und dessen Ehefrau Anna Katharina (geb. Ringgli).
Er immatrikulierte sich an der Universität Zürich und begann ein Theologiestudium; noch während des Studiums vikarisierte er in Zollikon. 1824 erhielt er seine Ordination und studierte noch drei Semester an der Universität Berlin.
Von 1826 bis 1833 war er Vikar in Kilchberg und von 1833 bis 1839 Pfarrer in Rorbas. In dieser Zeit initiierte er 1837 die Gründung der Rettungsanstalt für arme, verwahrloste Kinder (heute: Wohnschule Freienstein) auf dem Burghügel Freienstein. Der Bau wurde ermöglicht, weil Baron Friedrich von Sulzer-Wart (1806–1857), anlässlich seiner Hochzeit die Liegenschaft unterhalb der Ruine Freienstein kaufte und als Anstalt stiftete; er übernahm auch die Kosten zur Errichtung des Wohn- und Schulgebäudes. Der Zweck der Anstalt bestand anfänglich in der geistlichen und leiblichen Rettung armer, verwahrloster Kinder beiderlei Geschlechts im Alter von 5 bis 13 Jahren. Anfänglich wurde die Anstalt durch einen Verein geleitet, der aus fünf bis sechs Mitgliedern bestand. Der erste Präsident war von 1838 bis 1842 Hans Kaspar Grob.
Nachdem er 1838 Dekan des Bezirks Bülach geworden war, war er  in Stäfa von 1840 bis zu seinem Tod 1865 Pfarrer mit traditioneller theologischer Ausrichtung. Trotz eines Unfalles 1864, der ihn sehr schwächte, übte er sein Amt weiterhin aus.
1842 erfolgte seine Wahl in den Kirchenrat und somit in die Exekutive der Evangelisch-reformierten Landeskirche des Kantons Zürich.
1852 war er als Präsident der Armenpflege Mitbegründer des Stäfner Waisenhauses.
Hans Kaspar Grob war seit 1833 mit Johanna Dorothea Gessner aus Zürich verheiratet. Von ihren Kindern ist namentlich bekannt:
- Johann Emanuel Grob (* 19. Juni 1834 in Rorbas; † 8. Oktober 1909 in Winterthur), Politiker.[5]

## Schriftstellerisches Wirken
Hanas Kaspar Grob veröffentlichte unter anderem seine Abhandlung Der größere Catechismus von Leo Judä: zur Belehrung des Christenvolkes und zur Begründung der Hoffnung, die da in uns ist und 1839 seine Schrift Die zürcherische Kirche und Schule und ihr Verhältnis zu Dr. Strauss im Jahr 1839, in der er sich mit dem Konflikt (Straussenhandel) um die Berufung des aufgeklärten deutschen Theologen David Friedrich Strauss an die Universität Zürich beschäftigte.

## Mitgliedschaften
Hans Kaspar Grob war seit 1820 Mitglied der Schweizerischen Musikgesellschaft die seit 1808 bestand und seit 1826 Mitglied der Schweizerischen Gemeinnützigen Gesellschaft.

## Schriften (Auswahl)
- Blicke in das Leben des Missionars Johann Jakob Bär. Zürich 1835.
- Der größere Catechismus von Leo Judä: zur Belehrung des Christenvolkes und zur Begründung der Hoffnung, die da in uns ist. Zürich 1836.
- Die wahre Reformation oder die Nothwendigkeit unserer Rückkehr zu dem Worte Gottes. Zürich 1839.
- Die zürcherische Kirche und Schule und ihr Verhältnis zu Dr. Strauss im Jahr 1839. Zürich 1839.
- Johann Caspar Lavater; Hans Kaspar Grob; Eduard Pasch: Worte väterlicher Liebe an Anna Louise Lavater auf das heilige Osterfest, als sie das erste Mal zum Tische des Herrn ging; zusammengeschrieben in der Charwoche 1796. Gotha Perthes 1858.
- Die Kinder-Rettungsherberge auf Freienstein. Zürich: Schülthess, 1864.